# Cicer tragacanthoides
Cicer tragacanthoides är en ärtväxtart som beskrevs av Hippolyte François Jaubert och Édouard Spach. Cicer tragacanthoides ingår i släktet kikärter, och familjen ärtväxter. Inga underarter finns listade i Catalogue of Life.